# Bradley Lord
Bradley Richard Lord (* 22. August 1939 in Swampscott, Massachusetts; † 15. Februar 1961 in Berg-Kampenhout, Belgien) war ein US-amerikanischer Eiskunstläufer, der im Einzellauf startete.

## Leben
Lord war der Sohn von Roy und Alfreda Lord. Er hatte einen älteren Bruder, Bruce. Im Alter von fünf Jahren begann er auf einem improvisierten Eislaufplatz im Abbott Park gegenüber seinem Haus in der Hampden Street, Schlittschuhe zu laufen und verliebte sich sogleich in den Sport.
Erst trainierte Lord bei Lillian Tribby im North Shore Sports Center in Lynn, dann wechselte er zum berühmten Montgomery Wilson und damit zum Skating Club of Boston. 
Im Jahr 1957 wurde er US-amerikanischer Juniorenmeister. Im selben Jahr nahm er ein Studium der Werbegraphik an der Boston University auf. Bei den nationalen Meisterschaften der Senioren wurde er 1959 Vierter und bestritt in Colorado Springs seine erste Weltmeisterschaft, bei der er den achten Platz belegte. 1960 wurde Lord abermals Vierter bei den US-Meisterschaften. Diesmal traf ihn dieser vierte Platz sehr hart, denn es war immer sein Traum gewesen, einmal an den Olympischen Spielen teilnehmen zu können und dies hatte er um 94 Hundertstel knapp verfehlt. Bei der Weltmeisterschaft in Vancouver wurde er Sechster und damit, nach dem Rücktritt des amtierenden Olympiasiegers und Weltmeisters David Jenkins, bester US-Amerikaner. 
1961 wurde Bradley Lord in der Broadmoor World Arena von Colorado Springs US-amerikanischer Meister. Dabei überflügelte er durch eine Kür, die Richard Button im anschließenden Interview auf dem Eis als „beautifully skated“ lobte, Gregory Kelley. Zwei Wochen später gewann er die Silbermedaille bei den Nordamerikanischen Meisterschaften hinter dem Kanadier Donald Jackson und vor Kelley. Es war sein letzter Auftritt. Auf dem Weg zur Weltmeisterschaft nach Prag stürzte die Boeing 707 des Sabena-Flugs 548 beim Landeanflug auf Brüssel in Berg-Kampenhout ab. Alle 61 Passagiere, die Crew und ein Landwirt am Boden kamen ums Leben, darunter auch die gesamte 18-köpfige US-Mannschaft und ihre 16 Angehörigen. Die Weltmeisterschaft in Prag wurde abgesagt. 
Lords Mutter war aufgrund einer Operation nicht im Flugzeug gewesen, das erste Mal, dass sie ihn zu einem Turnier nicht begleitete. Lord hatte die letzten Tage seines Lebens im Haus seines Bruders Bruce und dessen schwangerer Ehefrau Johanne verbracht, um Ruhe vor der Öffentlichkeit zu haben. Das Paar benannte sein Kind nach seinem verstorbenen Onkel Bradley.
Zum 50. Jahrestag des Flugzeugabsturzes wurde Bradley Lord 2011 in die nationale Hall of Fame aufgenommen.

## Ergebnisse
| Wettbewerb / Jahr                | 1959 | 1960 | 1961 |
| -------------------------------- | ---- | ---- | ---- |
| Weltmeisterschaften              | 8.   | 6.   |      |
| US-amerikanische Meisterschaften | 4.   | 4.   | 1.   |